# Csobaj
Csobaj is een plaats (község) en gemeente in het Hongaarse comitaat Borsod-Abaúj-Zemplén. Csobaj telt 808 inwoners (2001).